# Carlos Grau Cussac
Carlos Grau Cussac (geboren am 27. November 1986 in Alicante) ist ein ehemaliger spanischer Handballspieler, der auf der Spielposition linker Rückraum eingesetzt wurde.

## Vereinskarriere
Grau begann mit dem Handball beim Club Balonmano Altea. Mit diesem debütierte er in der Spielzeit 2005/2006 in der Liga Asobal, Spaniens höchster Spielklasse. Auch nach dem Abstieg im Jahr 2007 blieb er dort bis zur Auflösung des Vereins 2008 aktiv. Nachdem er im Jahr 2010 bei Club Balonmano Huesca anheuerte, spielte er mit diesem ab der Spielzeit 2011/2012 erneut in der Liga Asobal. Von 2013 bis 2014 war er dann für Club Balonmano Puerto Sagunto aktiv, ab der Saison 2014/2015 stand er bei Club Balonmano Benidorm unter Vertrag. Am 25. Februar 2023 bestritt er das letzte Spiel seiner Karriere und zog sich damit vom Handball zurück.
Mit den Teams aus Altea und aus Benidorm nahm er auch an europäischen Vereinswettbewerben teil.

## Auswahlmannschaften
Grau spielte am 23. März 2005 erstmals für eine spanische Auswahlmannschaft, als er mit der spanischen Jugendnationalmannschaft bei der Copa Latina in Guarda gegen die Auswahl Portugals gewann. Insgesamt 13 Partien bestritt er für die juvenil selección, in denen er 24 Tore warf.
Am 13. Januar 2006 debütierte er in der Juniorennationalmannschaft Spaniens. Mit ihr nahm er an der U-20-Europameisterschaft 2006 und der U-21-Weltmeisterschaft 2007 teil. In 31 Länderspielen der Juniorenauswahl erzielte er 84 Tore.